# 가스트린
가스트린(영어: gastrin)은 위에서 분비되는 위장관 호르몬으로 위산 분비, 이자액 생산을 유도하고 위장, 소장, 대장의 움직임도 촉진한다. 가스트린과 콜레시스토키닌을 묶어 가스트린 군 위장관 호르몬으로 분류하기도 한다. 가스트린 군 위장관 호르몬은 위벽세포에 분포하는 CCKB수용기에 붙어 이들을 활성화 시킨다. 가스트린이 분비되는 세포를 G세포라고 부른다. 1905년 영국의 생리학자인 존 시드니 에드킨스(John Sydney Edkins)가 처음 제안했으며 30년 후 처음으로 순수한 추출물이 분리되었다.

## 생리학

### 유전
17번 염색체에 존재하는 GAS 유전자(17q21)에 의해 합성된다.

### 합성
이들은 34개의 아미노산으로 이루어진 가스트린-34(big gastrin)로 분비되어 분비된 후 분해되어 14개의 아미노산으로 이루어진 가스트린-14(minigastrin)가 된다.이 상태에서 활성이 가장 높다. 이외에도 가스트린-17(little gastrin)으로도 존재한다.

### 분비
가스트린은 다음과 같은 경우 분비가 유도된다.
- 위 날문방의 팽창
- 부교감신경의 흥분
- 단백질이 부분적으로 소화되어 만들어진 아미노산이나 펩타이드의 존재. 방향족 아미노산은 특히 강하게 가스트린 분비를 자극한다.[7]
- 칼슘이 많은 고칼슘혈증일 때 칼슘감지 수용체를 통해 이를 감지하여 가스트린 분비가 촉진된다.[8]

또한 다음과 같은 경우 분비가 억제된다.
- 산 증가에 따른 위 내부의 pH 감소 (음성피드백)
- 세크레틴, 혈관 활성 창자 펩타이드(VIP;vasoactive intestinal peptide), 포도당 의존성 인슐린분비자극펩타이드 (GIP; Glucose-dependent insulinotropic peptide;Gastroinhibitory peptide), 글루카곤, 칼시토닌, 소마토스타틴 등 호르몬의 작용